# Vireo flavoviridis
El vireo verdiamarillo (en Ecuador) o verdeamarillo (en México) o verde amarillo (en Honduras y Perú) (Vireo flavoviridis), también denominado verderón verdiamarillo (en Colombia), vireo amarillo-verdoso (en México), vireo cabecigrís (en Costa Rica y Nicaragua), vireo vientriamarillo (en Venezuela) o vireo de cabeza gris, es una especie de ave paseriforme de la familia Vireonidae perteneciente al numeroso género Vireo. Anida desde el extremo sur de Estados Unidos, por México y América Central y migra hacia el noroeste de América del Sur.

## Distribución y hábitat
Anida desde la frontera sureste de Estados Unidos-noreste de México, por Guatemala, Belice, El Salvador, Honduras, Nicaragua, Costa Rica hasta Panamá y migra hacia el noroeste de América del Sur, por Venezuela, Colombia, Ecuador, Perú, oeste de la Amazonia en Brasil y Bolivia, al este de los Andes. Se registra su presencia como divagante en Barbados y Santa Lucía.
Su hábitat preferencial son las selvas húmedas de tierras bajas, tropicales y subtropicales, principalmente abajo de los 1500 m s. n. m. de altitud.

## Subespecies
Según la clasificación del Congreso Ornitológico Internacional (IOC) (Versión 6.2, 2016) se reconocen 5 subespecies, con su correspondiente distribución geográfica:
- Vireo flavoviridis hypoleucus van Rossem & Hachisuka, 1937 - noroeste de México (sureste de Sonora hasta el sur de Sinaloa).
- Vireo flavoviridis flavoviridis (Cassin, 1851 - anida en el delta del río Grande (frontera sur de Estados Unidos-noreste de México) y sur de México (desde el centro norte de Sonora por el oeste y desde el norte de Tamaulipas por el este) a través de Centroamérica hasta el centro de Panamá (incluyendo las islas Coiba y Pearl), posiblemente también en el este de Panamá (Darién) y adyacente Colombia; migra hacia el noroeste de Sudamérica (desde Colombia al sur hasta Bolivia).
- Vireo flavoviridis forreri Madarász, 1885 - anida en las islas Tres Marías frente a Nayarit, en el oeste de México; migra hacia la Amazonia occidental.
- Vireo flavoviridis perplexus Phillips, AR, 1991 - norte de Guatemala.
- Vireo flavoviridis vanrossemi Phillips, AR, 1991 - sureste de El Salvador.

La clasificación Clements Checklist no lista e incluye hypoleucus, perplexus y vanrossemi en la nominal y lista insulanus (de la isla Pearl, en Panamá), que es sinónimo de la nominal para otros autores.